# هجمات السمارة وبوكراع
وقعت هجمات السمارة وبوكراع في يوليو 1982 خلال حرب الصحراء الغربية بالقرب من السمارة. حاولت جبهة البوليساريو دون جدوى مهاجمة الجدار الرملي الأول الذي يحمي "المثلث النافع" العيون - السمارة - بوكراع.

## سياق
تدور المعركة في الفترة التي سبقت المؤتمر التاسع عشر لمنظمة الوحدة الأفريقية الذي عقد في طرابلس. ووضع حداً لهدنة مدتها ستة أشهر. بتوجيه من العقيد مكي ناجي رئيس القطاع والعقيد الرائد أحمد الدليمي قائد المنطقة الجنوبية، أعادت القوات المسلحة الملكية تدشين خط دفاع جديد على بعد 15كم أمام السمارة أثناء تعدين الفوسفات أعيد إطلاقه في بوكراع.

## هجوم 3 يوليو
هاجمت البوليساريو شمال السمارة في 3 يوليو لمنع بناء خط دفاع جديد. شارك في الهجوم كتيبتان وبعض مركبات بي إم بي-1 بنهارد إيه إم إل. وقد صدت القوات الجوية المغربية الهجوم. إذا أعلنت البوليساريو عن تدمير ثلاثين عربة وعدة بنادق ومقتل 150 مغربياً في خمس ساعات من القتال، تعلن وكالة المغرب العربي للأنباء أن المغاربة قد قتلوا 7 وجرح 20. كان سيخسر الانفصاليون 4 مركبات من سلسلة لاند روفر و2 تويوتا لاند كروزر.

## هجوم 15 يوليو
عاودت جبهة البوليساريو شن هجومها على الفرقة 15 في نفس المكان بكتيبتين أو ثلاث. رُصِد الهجوم، وأعلن المغرب أنه قتل أكثر من ستين انفصاليًا ودمر 4 سيارات.

## هجوم 19 يوليو
في التاسع عشر من يوليو، هاجمت وحدة صحراوية قوامها مائة عربة قرب درعة أفرافير غربي بوكراع. كان من الممكن أن يفقد العديد من القتلى وستة عشر سيارة.

## هجوم 22 يوليو
الهجوم أخير في 22 يوليو في منطقة العقيدات مرة أخرى بكتيبتين أو ثلاث. وبحسب بيان للبوليساريو نقلته وكالة الأنباء الجزائرية، فإن المغاربة كانوا سيخسرون أكثر من مائة قتيل لكن الرباط تعترف فقط بمقتل جنديين.

## النتائج
رُصِدت جميع الهجمات، وفشلت في منع بناء خط دفاع جديد في غضون أسبوعين. يمكن للمغاربة أن يظهروا للصحفيين بي إم بي-1 وعربات أخرى استولوا عليها. عرض المغرب على الصحفيين القدوم وزيارة ساحة المعركة حيث يظهر أن القوات المسلحة الملكية هزمت الانفصاليين خلال الاشتباكات.